# Josefina Holmlund
Lovisa Josefina Holmlund, född 21 februari 1827 i Stockholm, död 1905, var en svensk konstnär. Hon är känd för sina landskapsmålningar påverkade av Düsseldorfskolan.

## Biografi
Under 1850-talet utbildade hon sig till målare i Stockholm. Hon utvecklade sitt landskapsmåleri genom studier för Tore Billing och på Konstakademien för Edvard Bergh. År 1863 åkte hon till Düsseldorf där hon bodde hos sin syster Jeanette Möller som även hon var konstnär och dennes man den norske landskapsmålaren Nils Björnsson Möller. Hon inspirerades mycket av hans målningar som i sin tur var inspirerade av Nils Gude.
Hon gjorde flera studieresor till Norge och övriga Skandinavien. I hennes produktion finns landskapsbilder från bland annat Sverige, Norge, Finland och Holland.
Hennes stil var påverkad av Düsseldorfskolan. När det franskinspirerade friluftsmåleriet kom på 1870-talet mattades Düsseldorfskolans drag av allt mer i hennes bilder men försvann aldrig helt.
Josefina Holmlund gifte sig aldrig.

## Galleri

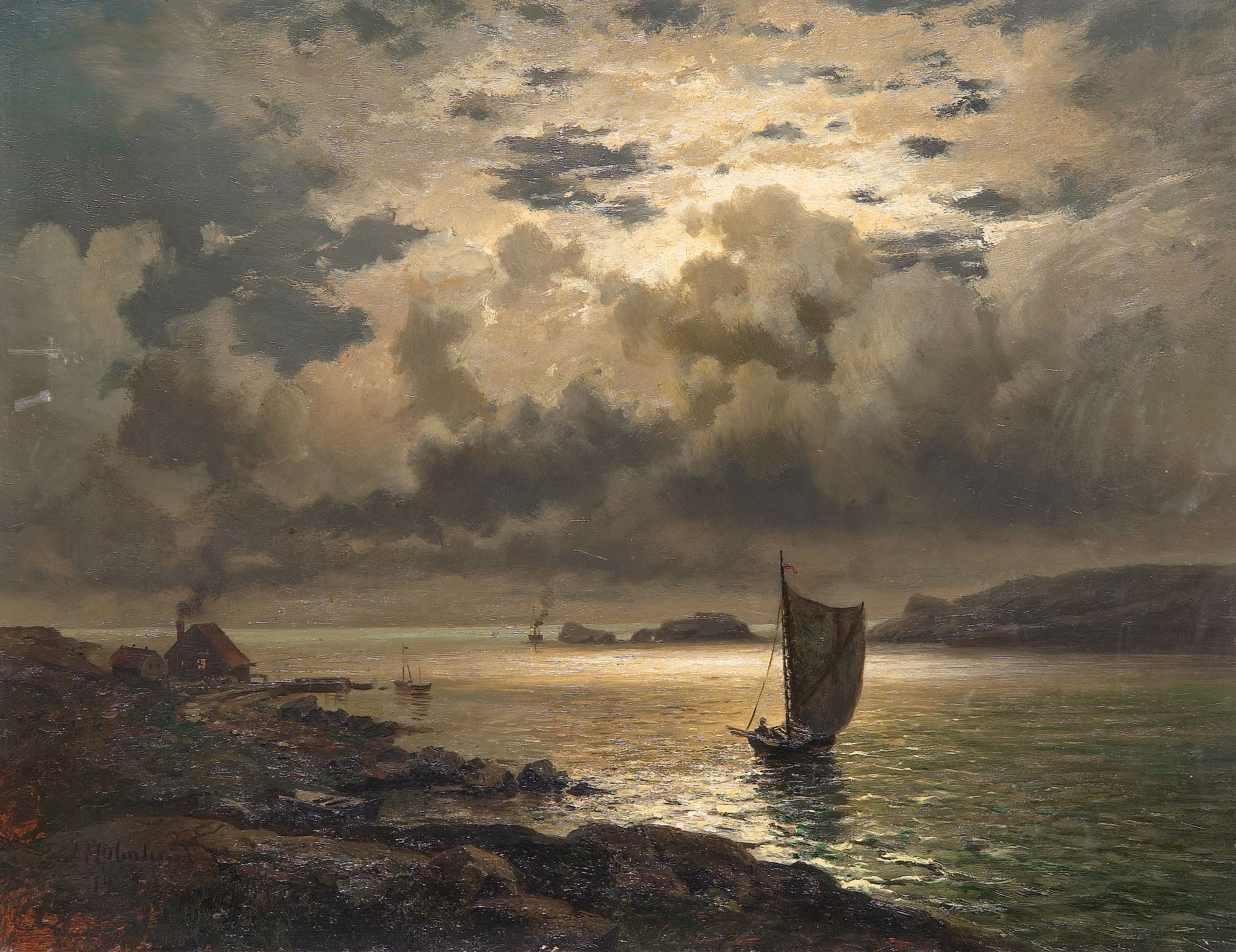
Kustbild med båt (1879)
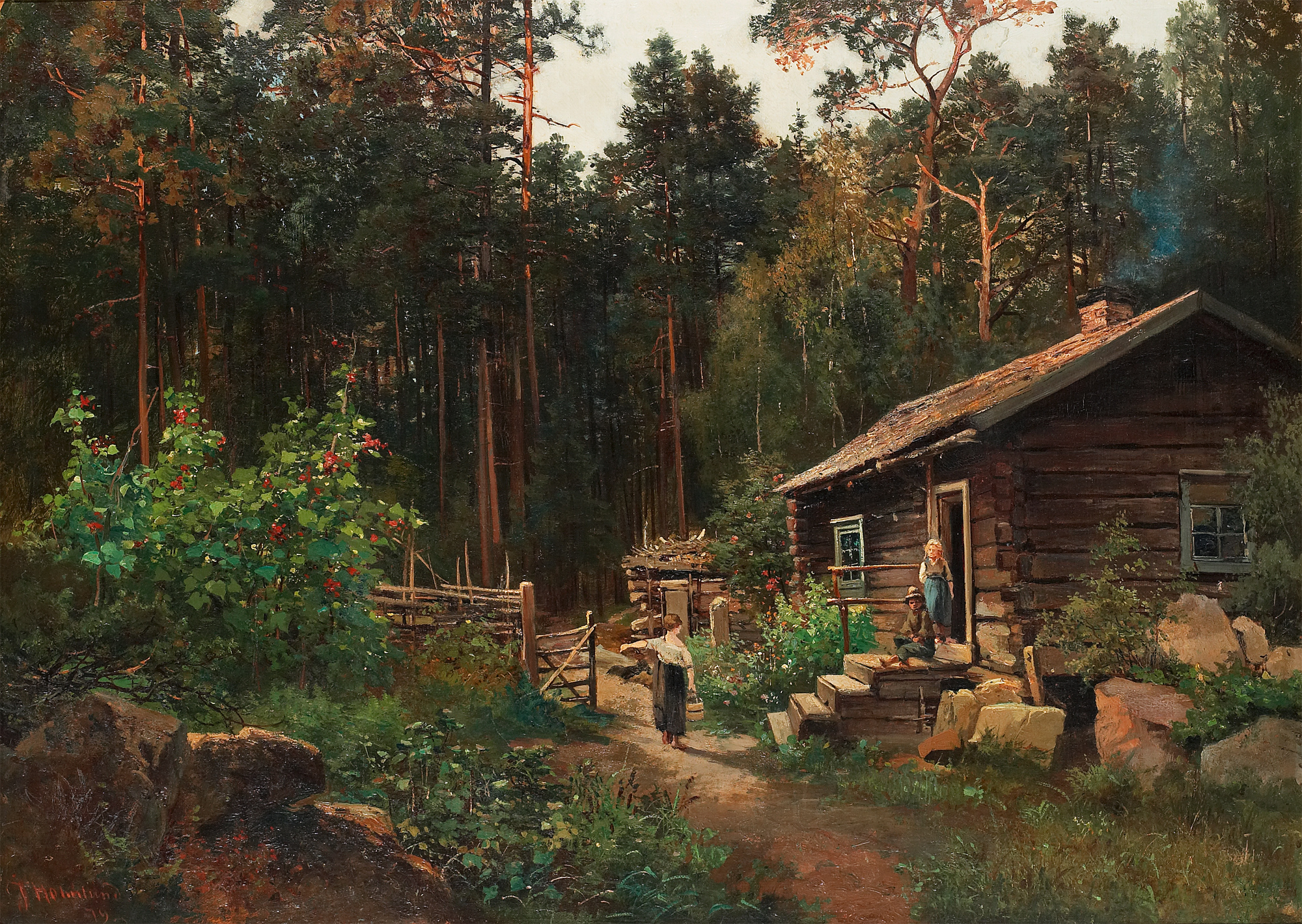
Stuga vid skogsbryn (1879)